# شیره‌کش‌خانه

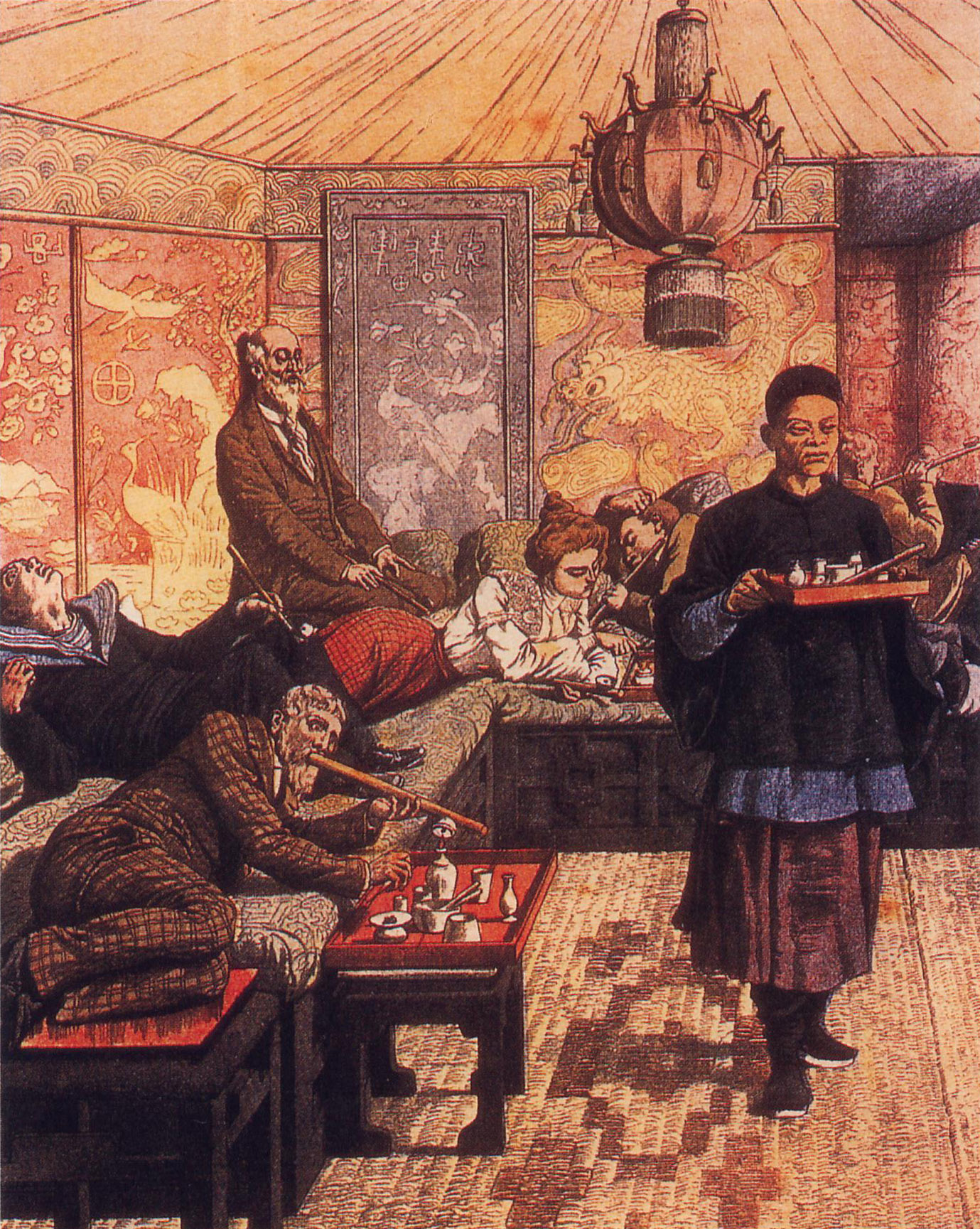
یک شیره‌کش‌خانه چینی در فرانسه

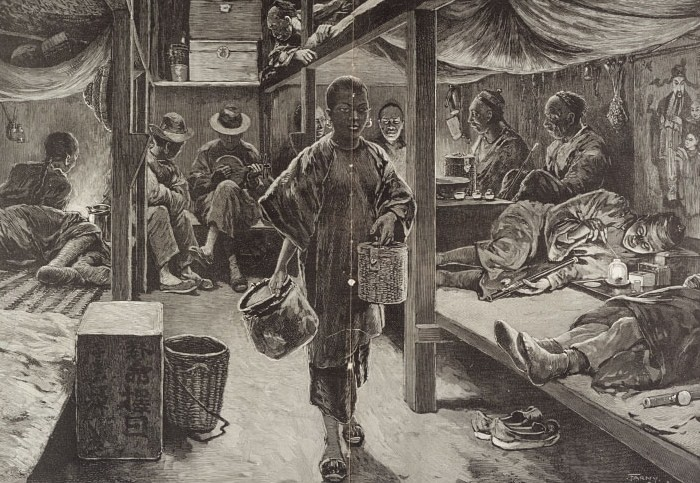
ساقی در شیره‌کش‌خانه

شیره‌کش‌خانه یا پاچراغ، محلی است که در آن افراد شیره تریاک را به وسیله نگاری و با کمک «ساقی» تدخین می‌کنند. این عبارت تقریباً هم‌معنی با واژه خرابات است.
در شیره‌کش‌خانه همچنین تریاک و سایر مواد مخدر فروخته می‌شود.

## تاریخچه
شیره‌کش‌خانه‌ها از حدود قرن ۱۶ میلادی در ایران شروع به رشد کردند. اوج آزادی این مکان‌ها در دوره سلطنت ناصرالدین شاه و در قرن نوزدهم بود. با وجود آن که رضا شاه، این اماکن را تعطیل و اداره آن‌ها را ممنوع نمود، ولی در سال ۱۳۱۱ شمسی، حداقل هشت شیره‌کش‌خانه به صورت رسمی در محله باغ فردوس تهران فعالیت می‌کردند.

## وضع قانونی
شیره‌کش‌خانه‌ها هنوز در ایران (به صورت مخفیانه) فعال هستند و پلیس با آن‌ها مبارزه می‌کند. و بر اساس قوانین ایران، مجازات تأسیس شیره‌کش‌خانه، ۱ تا ۶ ماه حبس تادیبی یا پنج میلیون تا ده میلیون ریال جریمه است(براساس قانون ۱۳۱۲ که دیگر لازم الاجرا نیست).